# Citroën C6 (2005)
Cet article concerne la Citroën C6 produite entre 2005 et 2012. Pour le modèle destiné au marché chinois à partir de 2016, voir Citroën C6 (Chine). Pour la Citroën type C6 produite de 1929 à 1932, voir Citroën Type C6.
 (mars 2022).
La Citroën C6 est une grande routière haut de gamme produite par le constructeur automobile français Citroën de 2005 à 2012. Ce véhicule est une voiture officielle du gouvernement français, avec la Peugeot 607 et la Renault Vel Satis.

## Historique
La C6 (code projet X6) est commercialisée plus de cinq ans après le retrait de la XM et se positionne plus haut de gamme avec des moteurs majoritairement V6 (hormis le bloc 2.2 HDi) et une seule carrosserie de type limousine. La commercialisation de la C6 a été retardée, Citroën voulant renouveler l'ensemble de sa gamme avant de la dévoiler au public. Ainsi, durant quelques années, la marque peut offrir une gamme complète numérotée C1 à C6, tandis que la C8 occupe le segment des grands monospaces. C'est la première fois dans l'histoire de la marque qu'elle propose une gamme aussi vaste.[réf. souhaitée]

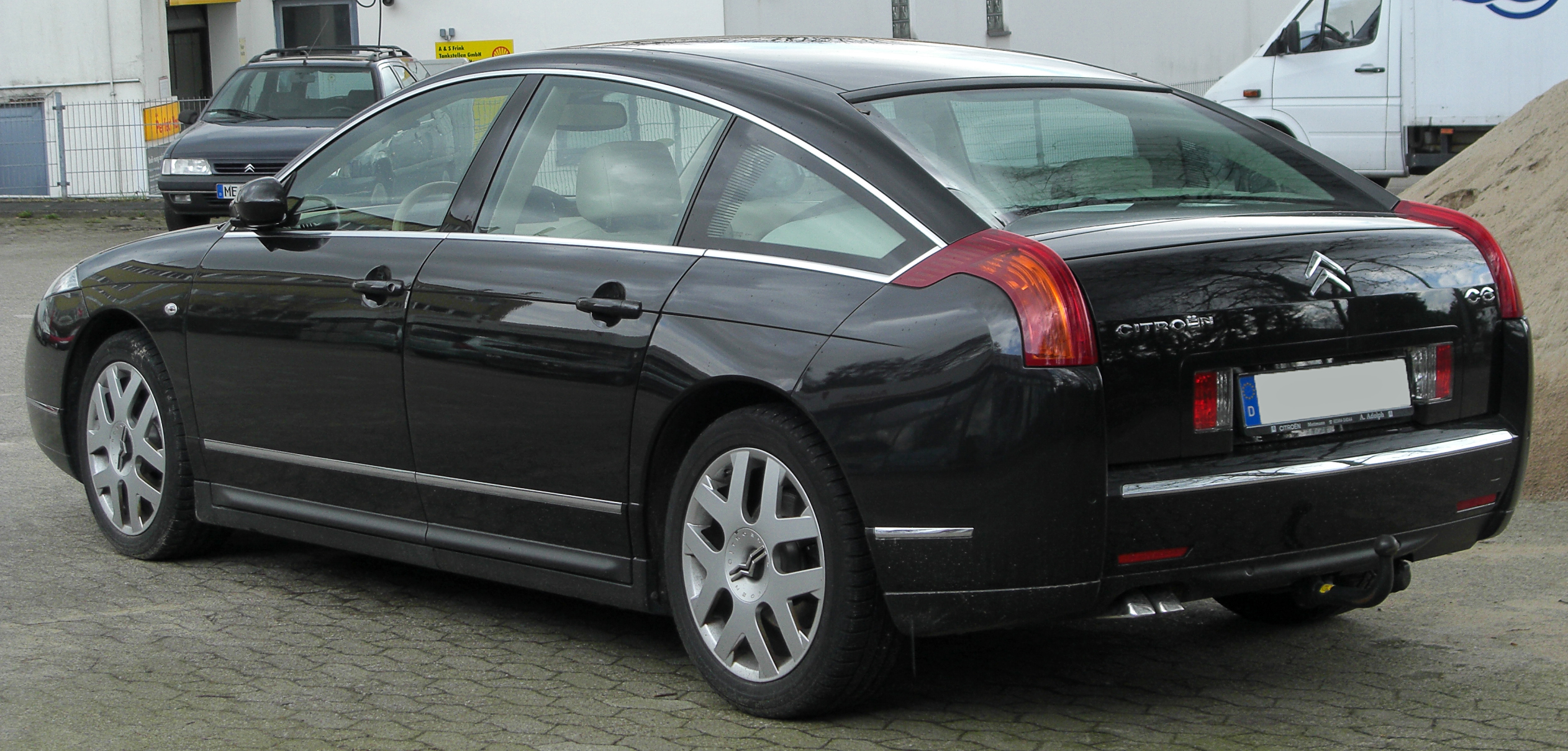
Une C6 vue de trois-quarts arrière.

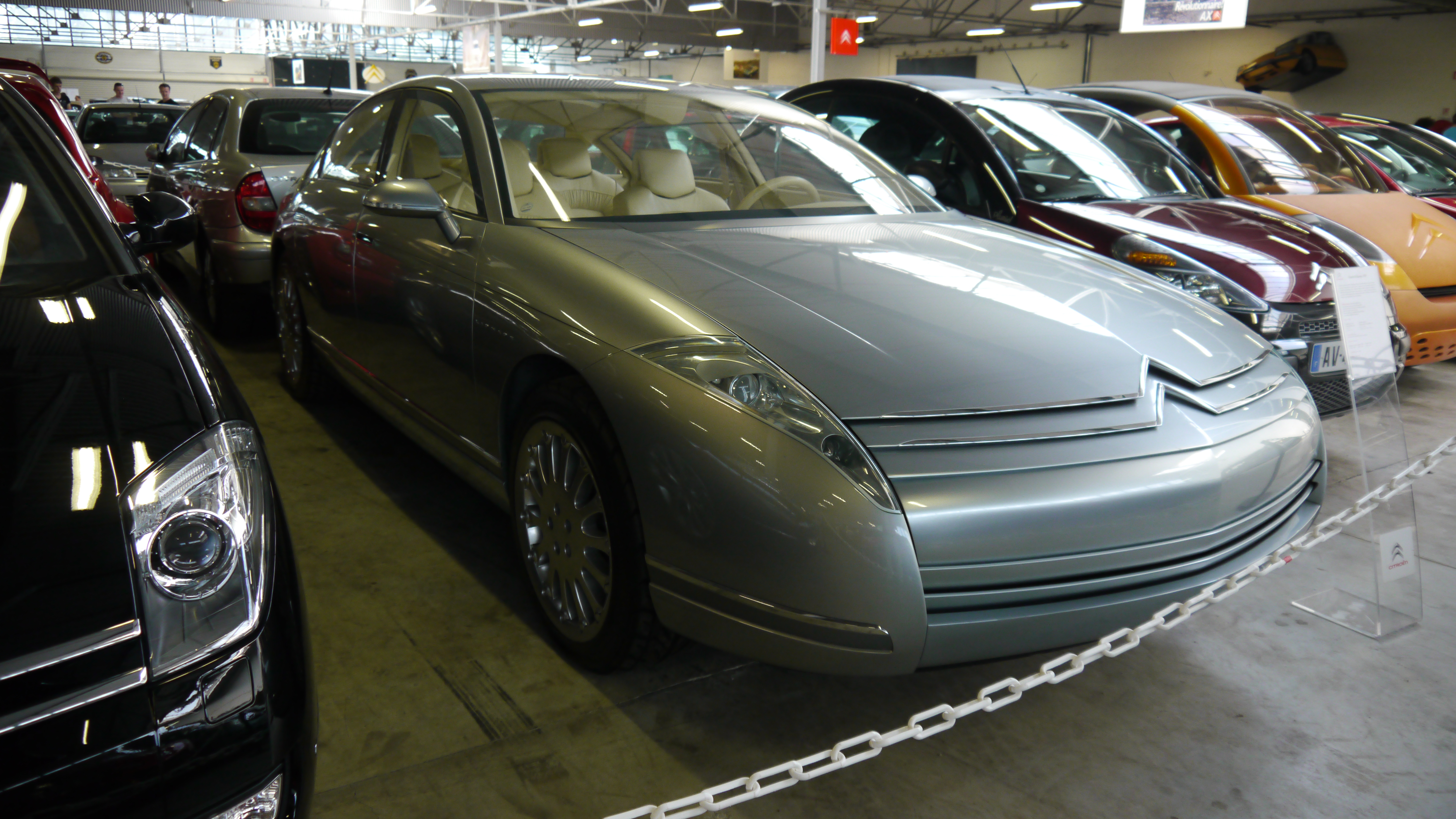
Citroën C6 Lignage Concept

La C6 reprend le nom d'un modèle d'avant-guerre, et la ligne du concept-car C6 Lignage, présenté par Citroën au salon de Genève en 1999. Le modèle de série est présenté pour la première fois au Salon de Genève, en mars 2005. Elle est lancée le 16 novembre 2005.
Son dessin, signé Marc Pinson, fait ainsi référence aux fondamentaux stylistiques de la marque : un porte-à-faux long à l'avant et court à l'arrière, une ligne élancée, des flancs lisses, des courbes évoquant vitesse et robustesse. La vitre arrière est concave comme sur la Citroën CX). Les feux sont en forme de circonflexes. On retrouve aussi un certain nombre d'éléments de style d'anciens modèles de haut de gamme, en particulier la DS.
Comme la CX, c'est une limousine offrant une grande luminosité à ses occupants. Elle en reprend l'allure générale : sous son apparence de voiture bicorps, elle révèle la présence d'une malle arrière, cependant peu accessible car démunie de hayon tout comme sa devancière la CX, ce qui paraît surprenant, d'autant que la prestigieuse SM possédait un tel hayon...
Naturellement, elle reçoit la suspension hydropneumatique propre à Citroën, portée à sa dernière évolution. Citroën la présente comme réellement active et offrant en plus de ce que peut offrir la Citroën C5 ou de ce qu'a offert la XM en son temps, un amortissement entièrement variable et piloté.
Les modèles équipés d'un moteur V6 (essence ou Diesel) disposent aussi d'un petit becquet rétractable à trois positions, à l'arrière de la voiture, qui sort à partir de 65 puis de 125 km/h afin de diminuer la consommation puis d'améliorer la stabilité au freinage à haute vitesse. Ces versions reçoivent également un capot actif, capable de se soulever en cas de choc avec un piéton.
Son ambiance intérieure se veut résolument luxueuse et confortable : le cuir prend une large place dans ce spacieux habitacle digne des DS « Pallas » et CX « Prestige », climatisation séparée, vitrages feuilletés, etc.

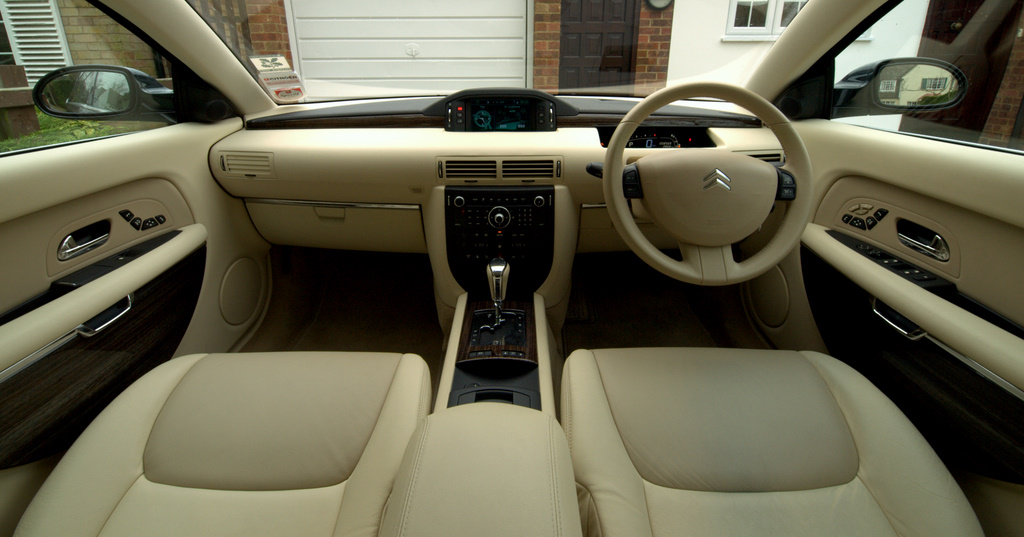
Vue de l'habitacle (version avec volant à droite).

On peut noter la présence d'équipements innovants :
- un affichage tête haute qui projette les informations utiles au conducteur (vitesse, alarmes, indication de direction du GPS) sur le pare-brise. C'est la première fois qu'une voiture française reçoit cet équipement[3] ;
- un système d'alerte de franchissement de ligne, qui fait vibrer le fauteuil du conducteur lorsque celui-ci franchit une ligne sans avoir actionné le clignotant. Ce système est désactivable[3] ;
- la vitre arrière de la C6 a une courbure concave.

Ce véhicule est l'une des voitures officielles utilisées par les présidents de la République française. Une C6 noire est utilisée pour la première fois le 14 juillet 2005 par Jacques Chirac. Nicolas Sarkozy, François Hollande puis Emmanuel Macron utilisent une C6 bleue.
En 2010, la voiture reçoit un léger restylage avec l'intégration de feux diurnes à DEL dans les optiques, des rétroviseurs plus grands et un moteur V6 de 240 chevaux.

### Arrêt et succession
En 2010, elle n'est plus produite qu'à deux exemplaires par jour. Sa production s'est arrêtée le 19 décembre 2012, seulement 23 384 unités auront été construites,.
Le retrait de la C6 marque un net recul de la marque dans l'utilisation de la suspension hydropneumatique qui a fait sa réputation et dont le confort reste inégalé. Après la disparition de la C6, seule la version haut de gamme de la C5 II offre encore ce type de suspension, jusqu'en 2017, année de l'arrêt de la production de la dernière Citroën hydropneumatique.
Le concept Numéro 9 présenté début 2012 est pour la marque l'occasion de confirmer la volonté de rester présente au sein du haut de gamme. En 2016, une nouvelle Citroën C6 limousine conçue et développée spécialement pour le marché chinois est présentée. Il s’agit d’une berline tricorps statutaire dont les codes stylistiques sont plutôt d'inspiration germanique, lui donnant une silhouette bien différente de sa devancière.

## Les différentes versions

### Finitions

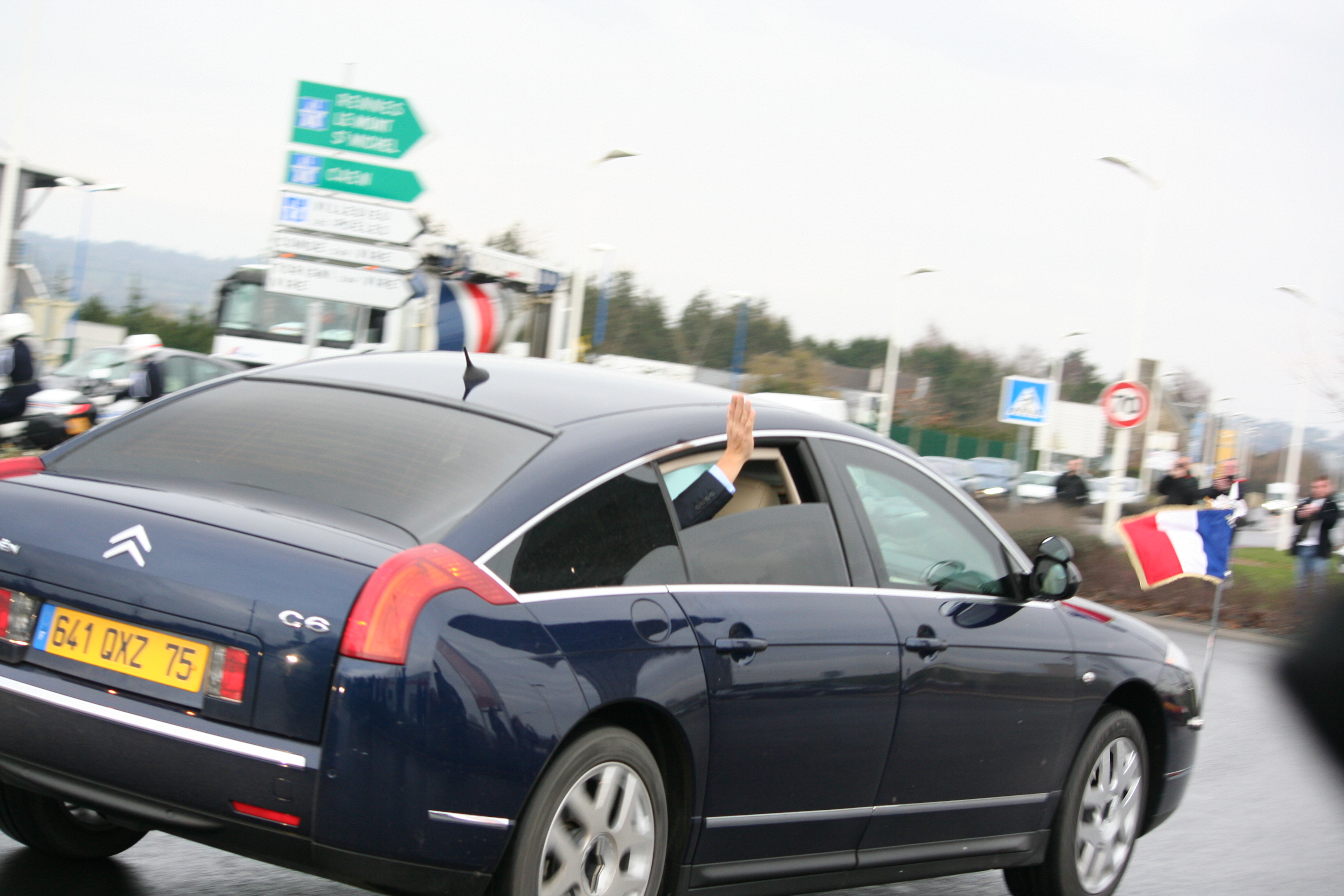
Nicolas Sarkozy à bord d'une Citroën C6 blindée à Saint-Lô (Normandie) en janvier 2009

La C6 a proposé jusqu'à quatre moteurs et quatre niveaux de finitions.

#### C6
L'entrée de gamme de la C6 propose à partir de 39 400 € un ABS + ASR + REF + AFU + ESP, des coussins gonflables de sécurité (« airbags ») frontaux avants, latéraux avant/arrière, rideaux avant/arrière, genoux conducteur, un détecteur de sous-gonflage, des projecteurs xénon bi-fonction, des projecteurs anti-brouillard déportés, des lave-phares, l’allumage automatique des feux, un régulateur/limiteur de vitesse, un volant cuir réglable en hauteur et en profondeur, une super condamnation, un pack sécurité, une direction asservie à la vitesse, des essuies-vitres frontaux automatiques, une climatisation bi-zone + pulseur arrière, des sièges avant électriques réglables sur 3 axes, un pare-brise athermique, des rétroviseurs rabattables électriquement, un frein de stationnement électrique, des surtapis avant, une banquette arrière rabattable 2/3-1/3, un pack audio RD4 MP3+8 HP avec commande au volant, des jantes alliage 17 pouces et un déflecteur arrière :
- options : peinture métallisée = 700 €, pack Bluetooth = 800 €, AFIL + sièges avant et arrière chauffants = 750 €, pack NaviDrive = 2 600 €, jantes alliage 18 pouces = 600 € ;
- moteurs disponibles avec cette finition : 2.2 HDi 173 ch FAP.

#### Lignage
Le deuxième niveau de finition propose à partir de 42 300 € les équipements évoqués ci-dessus ajoutés à un affichage tête haute, une aide au stationnement avant et arrière, des sièges avant électriques réglables conducteur 5 axes et passagers 3 axes :
- options : peinture métallisée = 700 €, AFIL = 490 €, vitrage latéral feuilleté = 500 €, NaviDrive couleur = 2 500 €, NaviDrive couleur + système audio Hi-Fi JBL = 3 250 € ;
- moteurs disponibles avec cette finition : 2.2 HDi 173 ch FAP BVM6, V6 HDi 208 ch FAP.

#### Business
Le troisième niveau de finition propose à partir de 42 650 € les équipements évoqués ci-dessus ajoutés à des glaces de rétroviseurs extérieurs teintées, des sièges arrière chauffants, un système de navigation écran couleur, NaviDrive couleur :
- options : peinture métallisée = 700 €, pack Hi-Fi + AFIL = 1 600 €, toit ouvrant électrique = 900 €, jantes alliage 18 pouces = 600 € ;
- moteurs disponibles avec cette finition : 3.0i V6 ES9/A 211 ch BVA6, 2.2 HDi 173 ch FAP BVA6, 2.2 HDi 173 ch FAP BVA6, V6 24s HDi 208 ch BVA6.

#### Exclusive
Cette finition haut de gamme propose à partir de 49 650 € les équipements évoqués ci-dessus auxquels s'ajoutent une alarme, un volant réglable en hauteur et profondeur électriquement, des rétroviseurs extérieurs électrochrome, des sièges avant électriques réglables 5 axes, une mémorisation du siège conducteur et des rétroviseurs extérieurs, un garnissage cuir, un système Hi-Fi JBL et la peinture métallisée :
- options : pack Lounge = 1 300 €, toit ouvrant électrique = 900 €, jantes alliage 18 pouces = 600 € ;
- série spéciale : pack "Prestige" comprend une peinture deux tons avec une couleur bleue encre pour la caisse et noir onyx pour le pavillon et ses montants. Le pavillon est également habillé d'un adhésif noir pour souligner l'originalité de la version. Cette combinaison de couleurs est également de mise à l'intérieur : la sellerie en cuir se pare d'un cuir Club bleu et Claudia noir. Les passagers peuvent en outre profiter d'une connexion Internet avec le Wi-Fi On Board et de sièges arrière à réglages électriques[7] ;
- moteurs disponibles avec cette finition : 3,0i V6 ES9/A 211 ch BVA6, 2.2 HDi 173 ch FAP BVM6, 2.2 HDi 173 ch FAP BVA6, V6 24s HDi 208 ch FAP BVA6.

En juin 2009, la voiture reçoit une évolution du V6 Diesel de 240 ch (177 kW) qui offre à la fois de meilleures performances et une baisse de la consommation.

## Caractéristiques

### Chaîne cinématique

#### Motorisations
| Modèle                         | Construction | Moteur           | Cylindrée         | Performance                    | Couple                 | 0 à 100 km/h | Vitesse maximale | Consommation et émissions de CO2 |
| ------------------------------ | ------------ | ---------------- | ----------------- | ------------------------------ | ---------------------- | ------------ | ---------------- | -------------------------------- |
| Citroën C6 3.0 (boîte auto. 6) | 2005 – 2009  | 6 cylindres en V | 2 946 cm3 (3,0 L) | 155 kW (211 ch) à 6 000 tr/min | 290 N m à 3 750 tr/min | 9,4 s        | 230 km/h         | 8,2 L/100 km 266 g/km            |

| Modèle                             | Construction | Moteur               | Cylindrée         | Performance                    | Couple                 | 0 à 100 km/h | Vitesse maximale | Consommation et émissions de CO2 |
| ---------------------------------- | ------------ | -------------------- | ----------------- | ------------------------------ | ---------------------- | ------------ | ---------------- | -------------------------------- |
| Citroën C6 2.2 HDi (boîte méca. 6) | 2006 – 2008  | 4 cylindres en ligne | 2 179 cm3 (2,2 L) | 125 kW (170 ch) à 4 000 tr/min | 370 N m à 1 500 tr/min | 9,6 s        | 217 km/h         | 5,4 L/100 km 175 g/km            |
| Citroën C6 2.2 HDi (boîte auto. 6) | 2006 – 2010  | 4 cylindres en ligne | 2 179 cm3 (2,2 L) | 125 kW (170 ch) à 1 750 tr/min | 400 N m à 1 750 tr/min | 11,2 s       | 214 km/h         | 5,9 L/100 km 199 g/km            |
| Citroën C6 2.7 HDi (boîte auto. 6) | 2005 – 2009  | 6 cylindres en V     | 2 720 cm3 (2,7 L) | 150 kW (204 ch) à 4 000 tr/min | 440 N m à 1 900 tr/min | 8,9 s        | 230 km/h         | 6,8 L/100 km 230 g/km            |
| Citroën C6 3.0 HDi (boîte auto. 6) | 2009 – 2012  | 6 cylindres en V     | 2 993 cm3 (3,0 L) | 177 kW (240 ch) à 3 800 tr/min | 450 N m à 1 600 tr/min | 8,5 s        | 240 km/h         | 5,8 L/100 km 195 g/km            |

## Production
La C6 était assemblée exclusivement à Rennes. Il était prévu au départ une production de 30 000 unités par an. Il s'en est vendu moins de 23 500 au total. Le modèle a représenté une perte financière et un cuisant échec commercial pour Citroën, le pire que la marque ait connu depuis sa reprise au sein du groupe PSA en 1974. Pour mémoire, les précédentes Citroën XM et Citroën CX furent vendues à environ 334 000 exemplaires et plus de un million d'exemplaires, respectivement.
Les raisons de l'échec sont à rechercher du côté de l'esthétique anticonformiste et un brin baroque de la C6, malgré ses indéniables qualités techniques, et surtout un prix de vente dissuasif. La voiture fut mal accueillie dans un segment de marché dominé par la sobriété et le formel conformisme des productions haut de gamme allemandes.
Chiffres de production :
- 2005 : 400 exemplaires ;
- 2006 : 7 100 exemplaires ;
- 2007 : 7 600 exemplaires ;
- 2008 : 2 800 exemplaires ;
- 2009 : 2 000 exemplaires ;
- 2010 : 1 100 exemplaires ;
- 2011 : 1 029 exemplaires ;
- 2012 : 1 355 exemplaires ;
- pour un total de 23 384 exemplaires.

## Dans la culture populaire

### Cinéma
La Citroën C6 s'illustre dans le film Roman de gare réalisé par Claude Lelouch en 2007, dans lequel le protagoniste de l'histoire en est le conducteur. La présence de la C6 ainsi que d'une C3 Pluriel est le fruit d’un partenariat entre le réalisateur et Citroën. On peut aussi la voir plusieurs fois dans le film De l'autre côté du périph, sorti en 2012. Une C6 fait une brève apparition dans le film Ready Player One de Steven Spielberg, sorti en 2018, en tant que véhicule de police. On la retrouve aussi dans les films Taxi 5 (2018) et La Sainte Famille (2019).

### Télévision
Une C6 apparait dans la série télévisée Paris, sortie en 2015.

### Jeux vidéo
Dans le jeu Detroit: Become Human, un véhicule très inspiré de la Citroën C6 est visible dans une casse.

### Internet
Le 3 avril 2019, François Claire, de la Chaîne YouTube Garage, Bagnoles et Rock'n Roll, a relevé le défi de restaurer une Citroën C6 afin de la revendre avec l'objectif de faire un bénéfice qu'il reversera à l'association L'Étoile de Martin et, ainsi, vérifier si le concept d'occasions à saisir fonctionne. Il lui a fallu plus d'un an de travaux afin qu'elle puisse passer avec succès le contrôle technique et être vendue aux enchères. Le 28 octobre 2020, il publie sur sa chaîne YouTube une chanson consacrée à son aventure avec cette voiture appelée C666. Florent Garcia a fait l'instrumental de cette chanson. Pour l'occasion, son garage a été placé sous le thème d'Halloween. À la fin de la restauration, il a fait un tour de France de YouTubers automobiles afin de la présenter sur leur chaîne. Le 4 avril 2021, à partir de 20 heures, un live a été publié sur la chaîne de François Claire sur la dernière heure de la vente aux enchères avec quelques invités tels que les fondateurs du site benzin.fr, qui ont donné les taxes à la suite des ventes aux enchères, deux personnes de l'association L'Étoile de Martin, Laurent Schmidt, designer automobile et fondateur de la chaîne YouTube à son nom, Florent Garcia qui a composé la chanson C666 et plein d'autres. A 21 heures 30, la C6 a été vendue 8 400 €.